# Legislatura 2021–2025 (Republica Moldova)
Parlamentul Republicii Moldova de legislatura a XI-a a fost constituit la 26 iulie 2021, în urma alegerilor parlamentare din 11 iulie 2021, guvernând, în prezent, Republica Moldova.

## Context
Parlamentul Republicii Moldova de legislatură a XI-a a fost constituit în urma ședinței de constituire din data de 26 iulie 2021, în urma validării rezultatelor alegerilor parlamentare anticipate din 11 iulie 2021. La ședința de constituire a Parlamentului nou-ales, au participat președintele Republicii Moldova, Maia Sandu, președintele Curții Constituționale, Domnica Manole, decanul de vârsta, respectiv președintele ședinței, deputatul PSRM Eduard Smirnov, înalți distinși diplomați, reprezentați ai presei, deputații nou-aleși. Joi, 29 iulie 2021, în cadrul părții a doua a ședinței de constituire, s-au format fracțiunile parlamentare, PAS având 63 de mandate, BeCS având 32 de mandate și Partidul Șor având 6 mandate. Președintele Parlamentului a fost ales Igor Grosu, președintele interimar al PAS, iar în funcția de vice-președinți au fost aleși Mihai Popșoi (PAS) și Vlad Batrîncea (BeCS, PSRM). 

## Fracțiuni parlamentare

Structura Parlamentului Republicii Moldova în urma alegerilor din 11 iulie 2021

Partidul Acțiune și Solidaritate (63 mandate)
Blocul electoral al comuniștilor și socialiștilor (32 mandate)
Partidul „ȘOR” (6 mandate)

### Situația actuală
Partidul Acțiune și Solidaritate (61 mandate)
Blocul electoral al comuniștilor și socialiștilor (29 mandate)
Deputați neafiliați (11 mandate)

## Lista deputaților

### Lista inițială[3]
| Nr. | Nume                       | Domiciliu                        | Anul nașterii | Apartenența politică | Profesie / ocupație                  |
| --- | -------------------------- | -------------------------------- | ------------- | -------------------- | ------------------------------------ |
| 1   | Igor Grosu                 | mun. Chișinău                    | 1972          | PAS                  | istoric                              |
| 2   | Natalia Gavrilița          | mun. Chișinău                    | 1977          | PAS                  | jurist                               |
| 3   | Mihai Popșoi               | mun. Chișinău                    | 1987          | PAS                  | relații internaționale               |
| 4   | Sergiu Litvinenco          | s. Hîrtop, r-nul Cimișlia        | 1981          | PAS                  | jurist                               |
| 5   | Andrei Spînu               | s. Ratuș, r-nul Criuleni         | 1986          | PAS                  | economist                            |
| 6   | Liliana Nicolaescu-Onofrei | mun. Chișinău                    | 1968          | PAS                  | filolog, profesor                    |
| 7   | Doina Gherman              | mun. Chișinău                    | 1982          | PAS                  | profesor                             |
| 8   | Vladimir Bolea             | mun. Chișinău                    | 1971          | PAS                  | istoric, jurist                      |
| 9   | Veronica Roșca             | mun. Chișinău                    | 1982          | PAS                  | jurist, politolog                    |
| 10  | Lilian Carp                | mun. Chișinău                    | 1978          | PAS                  | profesor                             |
| 11  | Natalia Davidovici         | mun. Chișinău                    | 1971          | Ind.                 | psiholog, jurnalist                  |
| 12  | Olesea Stamate             | mun. Chișinău                    | 1983          | PAS                  | jurist                               |
| 13  | Larisa Voloh               | s. Palanca, r-nul Ștefan Vodă    | 1971          | PAS                  | profesor                             |
| 14  | Dan Perciun                | mun. Chișinău                    | 1991          | PAS                  | politolog                            |
| 15  | Ion Groza                  | s. Colibași, r-nul Cahul         | 1966          | PAS                  | profesor                             |
| 16  | Virgiliu Pâslariuc         | mun. Chișinău                    | 1969          | PAS                  | istoric                              |
| 17  | Valentina Manic            | mun. Hîncești, r-nul Hîncești    | 1956          | PAS                  | economist                            |
| 18  | Vasile Șoimaru             | mun. Chișinău                    | 1949          | PAS                  | profesor                             |
| 19  | Dumitru Alaiba             | mun. Chișinău                    | 1982          | PAS                  | economist                            |
| 20  | Radu Marian                | mun. Chișinău                    | 1990          | PAS                  | economist                            |
| 21  | Galina Sajin               | s. Șerpeni, r-nul Anenii Noi     | 1973          | PAS                  | jurnalist                            |
| 22  | Petru Frunze               | s. Puhoi, r-nul Ialoveni         | 1985          | PAS                  | jurist                               |
| 23  | Oazu Nantoi                | mun. Chișinău                    | 1948          | PAS                  | inginer electrician                  |
| 24  | Vasile Grădinaru           | mun. Chișinău                    | 1982          | PAS                  | jurist                               |
| 25  | Artur Mija                 | mun. Chișinău                    | 1990          | PAS                  | economist                            |
| 26  | Ana Racu                   | mun. Chișinău                    | 1979          | Ind.                 | jurist                               |
| 27  | Mihail Druță               | mun. Chișinău                    | 1957          | Ind.                 | istoric, militar                     |
| 28  | Marcela Adam               | mun. Chișinău                    | 1974          | PAS                  | filolog, profesor                    |
| 29  | Adrian Belîi               | mun. Chișinău                    | 1975          | Ind.                 | medic                                |
| 30  | Mariana Cușnir             | mun. Orhei, r-nul Orhei          | 1981          | PAS                  | jurist                               |
| 31  | Dumitru Budianschi         | mun. Chișinău                    | 1961          | Ind.                 | matematician, economist              |
| 32  | Alexandr Trubca            | mun. Chișinău                    | 1988          | PAS                  | manager                              |
| 33  | Oleg Canațui               | or. Leova, r-nul Leova           | 1976          | PAS                  | inginer tehnolog                     |
| 34  | Igor Talmazan              | s. Mereni, r-nul Anenii Noi      | 1981          | PAS                  | jurist                               |
| 35  | Marina Morozova            | mun. Chișinău                    | 1981          | PAS                  | economist                            |
| 36  | Ersilia Qatrawi            | s. Ștefănești, r-nul Ștefan Vodă | 1983          | PAS                  | asistent social                      |
| 37  | Larisa Novac               | s. Gura Camencii, r-nul Florești | 1984          | PAS                  | profesor                             |
| 38  | Sergiu Lazarencu           | mun. Chișinău                    | 1985          | PAS                  | economist                            |
| 39  | Andrian Cheptonar          | mun. Ungheni, r-nul Ungheni      | 1982          | PAS                  | manager                              |
| 40  | Maria Gonța                | or. Fălești, r-nul Fălești       | 1967          | PAS                  | profesor                             |
| 41  | Boris Marcoci              | mun. Bălți                       | 1965          | PAS                  | inginer constructor                  |
| 42  | Adrian Băluțel             | mun. Chișinău                    | 1993          | PAS                  | relații internaționale               |
| 43  | Artemie Cătănoi            | or. Căușeni, r-nul Căușeni       | 1982          | PAS                  | jurist                               |
| 44  | Ina Coșeru                 | mun. Chișinău                    | 1975          | PAS                  | biolog, economist                    |
| 45  | Maria Pancu                | mun. Chișinău                    | 1960          | PAS                  | economician                          |
| 46  | Ion Șpac                   | s. Peticeni, r-nul Călărași      | 1972          | PAS                  | tehnician constructor                |
| 47  | Ion Babici                 | mun. Soroca, r-nul Soroca        | 1973          | PAS                  | electrician                          |
| 48  | Angela Munteanu-Pojoga     | mun. Chișinău                    | 1972          | PAS                  | jurnalist                            |
| 49  | Victor Spînu               | s. Măgdăcești, r-nul Criuleni    | 1991          | PAS                  | jurnalist                            |
| 50  | Marcela Nistor             | mun. Chișinău                    | 1994          | PAS                  | actor                                |
| 51  | Rosian Vasiloi             | mun. Chișinău                    | 1973          | PAS                  | militar, profesor                    |
| 52  | Eugeniu Sinchevici         | mun. Chișinău                    | 1999          | PAS                  | manager                              |
| 53  | Iurie Păsat                | s. Bălceana, r-nul Hîncești      | 1972          | PAS                  | lăcătuș                              |
| 54  | Gheorghe Ichim             | s. Copăceni, r-nul Sîngerei      | 1983          | PAS                  | jurist                               |
| 55  | Igor Chiriac               | mun. Chișinău                    | 1979          | PAS                  | jurist                               |
| 56  | Iulia Dascălu              | mun. Chișinău                    | 1967          | PAS                  | agent de asigurare                   |
| 57  | Efimia Bandalac            | or. Briceni, r-nul Briceni       | 1962          | PAS                  | jurist                               |
| 58  | Liliana Grosu              | mun. Bălți                       | 1973          | PAS                  | psiholog                             |
| 59  | Gheorghe Agheorghiesei     | s. Șendreni, r-nul Nisporeni     | 1974          | PAS                  | economist                            |
| 60  | Zinaida Popa               | mun. Chișinău                    | 1990          | PAS                  | psiholog                             |
| 61  | Victoria Cazacu            | s. Lipnic, r-nul Ocnița          | 1963          | PAS                  | profesor                             |
| 62  | Vitalie Jacot              | mun. Chișinău                    | 1970          | PAS                  | inginer                              |
| 63  | Dorian Istratii            | mun. Chișinău                    | 1982          | PAS                  | economist                            |
| 64  | Vladimir Voronin           | mun. Chișinău                    | 1941          | PCRM, BECS           | inginer economist, politolog, jurist |
| 65  | Igor Dodon                 | mun. Chișinău                    | 1975          | PSRM, BECS           | economist                            |
| 66  | Zinaida Greceanîi          | mun. Chișinău                    | 1956          | PSRM, BECS           | economist                            |
| 67  | Vlad Batrîncea             | mun. Chișinău                    | 1981          | PSRM, BECS           | jurist                               |
| 68  | Oleg Reidman               | mun. Chișinău                    | 1952          | PCRM, BECS           | radiofizician                        |
| 69  | Bogdan Țîrdea              | or. Codru, mun. Chișinău         | 1974          | PSRM, BECS           | politolog                            |
| 70  | Alla Dolință               | mun. Chișinău                    | 1969          | PSRM, BECS           | economist, jurist                    |
| 71  | Alla Pilipețcaia           | mun. Soroca, r-nul Soroca        | 1972          | PSRM, BECS           | inginer                              |
| 72  | Elena Bodnarenco           | mun. Soroca, r-nul Soroca        | 1965          | PCRM, BECS           | economist                            |
| 73  | Alexandr Suhodolski        | mun. Comrat, UTA Găgăuzia        | 1989          | PSRM, BECS           | jurist                               |
| 74  | Constantin Starîș          | mun. Chișinău                    | 1971          | PCRM, BECS           | jurnalist                            |
| 75  | Eduard Smirnov             | mun. Chișinău                    | 1939          | PSRM, BECS           | inginer mecanic, istoric             |
| 76  | Corneliu Furculiță         | mun. Chișinău                    | 1969          | PSRM, BECS           | agronom, jurist                      |
| 77  | Veaceslav Nigai            | or. Căușeni, r-nul Căușeni       | 1964          | PCRM, BECS           | jurist                               |
| 78  | Irina Lozovan              | or. Ocnița, r-nul Ocnița         | 1983          | PSRM, BECS           | jurist                               |
| 79  | Tatiana Cunețchi           | mun. Chișinău                    | 1964          | PSRM, BECS           | economist                            |
| 80  | Fiodor Gagauz              | s. Gaidar, UTA Găgăuzia          | 1983          | PSRM, BECS           | jurist                               |
| 81  | Valeriu Muduc              | or. Fălești, r-nul Fălești       | 1964          | PCRM, BECS           | economist                            |
| 82  | Adela Răileanu             | mun. Chișinău                    | 1975          | PSRM, BECS           | jurnalist                            |
| 83  | Alla Darovannaia           | mun. Chișinău                    | 1964          | PSRM, BECS           | economist, profesor                  |
| 84  | Vasile Bolea               | mun. Chișinău                    | 1982          | PSRM, BECS           | jurist                               |
| 85  | Vladimir Odnostalco        | s. Ferapontievca, UTA Găgăuzia   | 1984          | PSRM, BECS           | psiholog                             |
| 86  | Inga Sibova                | or. Cimișlia, r-nul Cimișlia     | 1966          | PCRM, BECS           | inginer mecanic                      |
| 87  | Petru Burduja              | mun. Chișinău                    | 1976          | PSRM, BECS           | economist                            |
| 88  | Radu Mudreac               | mun. Chișinău                    | 1973          | PSRM, BECS           | medic veterinar, jurist              |
| 89  | Diana Caraman              | or. Durlești, mun. Chișinău      | 1990          | PCRM, BECS           | economist                            |
| 90  | Chiril Tatarlî             | or. Taraclia, r-nul Taraclia     | 1952          | PSRM, BECS           | agronom                              |
| 91  | Elena Beleacova            | mun. Chișinău                    | 1958          | PSRM, BECS           | economist                            |
| 92  | Svetlana Căpățină          | mun. Chișinău                    | 1969          | PCRM, BECS           | economist                            |
| 93  | Grigore Novac              | s. Sălcuța, r-nul Căușeni        | 1983          | PSRM, BECS           | jurist                               |
| 94  | Nicolai Rusol              | mun. Chișinău                    | 1983          | PCRM, BECS           | politolog                            |
| 95  | Ivanna Koksal              | s. Cazaclia, UTA Găgăuzia        | 1978          | PSRM, BECS           | filolog                              |
| 96  | Ilan Șor                   | mun. Chișinău                    | 1987          | Independent          | jurist                               |
| 97  | Marina Tauber              | mun. Chișinău                    | 1986          | Independent          | politolog                            |
| 98  | Denis Ulanov               | mun. Chișinău                    | 1976          | Independent          | jurist                               |
| 99  | Petru Jardan               | s. Lozova, r-nul Strășeni        | 1976          | Independent          | jurist                               |
| 100 | Reghina Apostolova         | mun. Chișinău                    | 1951          | Independent          | profesor                             |
| 101 | Vadim Fotescu              | mun. Chișinău                    | 1969          | Independent          | jurist                               |

*Notă: Candidații Natalia Davidovici, Ana Racu, Mihail Druță, Adrian Belîi și Dumitru Budianschi au fost aleși pe listele PAS, deși nu sunt membri de partid și vor activa în Parlament ca deputați ai fracțiunii PAS. Restul fracțiunilor parlamentare (BeCS și Șor) au doar deputați membri de partid.

### Schimbări
- Zinaida Popa (PAS) → renunțare la mandat în favoarea calității de consilier municipal în CMC[4]
- Natalia Gavrilița (PAS) → renunțare la mandat în favoarea calității de Prim-ministru al Republicii Moldova
- Sergiu Litvinenco (PAS) → renunțare la mandat în favoarea calității de ministru al justiției în Guvernul Republicii Moldova
- Dumitru Budianschi (PAS) → renunțare la mandat în favoarea calității de ministru al finanțelor în Guvernul Republicii Moldova
- Rosian Vasiloi (PAS) → renunțare la mandat în favoarea calității de șef al Poliției de Frontieră
- Igor Talmazan (PAS) → renunțare la mandat în favoarea calității de director al Serviciului Vamal
- Igor Dodon (PSRM, BCS) → renunțare la mandat
- Svetlana Căpățînă (PCRM, BCS) → încetarea calității de deputat, a decedat la data de 25 ianuarie 2022[5]
- Elena Bodnarenco (PCRM, BCS) → încetarea calității de deputat, a decedat la data de 4 iulie 2022[6]
- Dorel Iurcu (PAS) → renunțare la mandat în favoarea calității de primar al comunei Horodiște, raionul Rezina[7]
- Vladimir Bolea (PAS) → renunțare la mandat în favoarea calității de ministru al agriculturii și industriei alimentare în Guvernul Republicii Moldova[8]
- Alla Dolința (PSRM, BCS) → renunțare la mandat[9]
- Ilan Șor (ȘOR) → retragerea mandatului de deputat
- Gaik Vartanean (PSRM, BCS) → devine deputat neafiliat[10]
- Alexandr Nesterovschi (PSRM, BCS) → devine deputat neafiliat[11]
- Vasile Bolea (PSRM, BCS) → devine deputat neafiliat
- Alexandru Suhodolski (PSRM, BCS) → devine deputat neafiliat[12]
- Irina Lozovan (PSRM, BCS) → → devine deputat neafiliat[13]
- Victoria Cazacu (PAS) → devine deputat neafiliat[14]

#### Deputați noi[15]
| Nr.    | Nume                     | Domiciliu                            | Anul nașterii | Apartenența politică | Profesie / ocupație             |
| ------ | ------------------------ | ------------------------------------ | ------------- | -------------------- | ------------------------------- |
| # (64) | Viorel Barda             | mun. Chișinău                        | 1981          | PAS                  | jurist                          |
| # (65) | Ana Calinici             | or. Ialoveni, r-nul Ialoveni         | 1993          | PAS                  | jurist                          |
| # (66) | Evghenia Cojocari        | s. Satul Nou, r-nul Cimișlia         | 1966          | PAS                  | profesor                        |
| # (67) | Boris Popa               | or. Șoldănești, r-nul Șoldănești     | 1957          | PAS                  | jurist                          |
| # (68) | Ana Oglinda              | mun. Chișinău                        | 1959          | PAS                  | medic                           |
| # (69) | Dorel Iurcu              | s. Horodiște, r-nul Rezina           | 1968          | PAS                  | economist                       |
| # (70) | Vitalie Gavrouc          | mun. Chișinău                        | 1986          | PAS                  | muzician                        |
| # (33) | Adrian Lebedinschi       | mun. Chișinău                        | 1976          | PSRM, BCS            | jurist                          |
| # (34) | Alexandr Nesterovschi    | mun. Bălți                           | 1981          | PSRM, BCS            | jurist, economist               |
| # (71) | Roman Roșca              | mun. Bender                          | 1982          | PAS                  | jurist, economist               |
| # (35) | Adrian Albu              | mun. Chișinău                        | 1983          | PSRM, BCS            | jurist, economist               |
| # (36) | Gaik Vartanean           | Erevan, Armenia                      | 1979          | PSRM, BCS            | politolog                       |
| # (73) | Vasile Porțevschi        | s. Boldurești, r-nul Nisporeni       | 1988          | PAS                  | magistrat                       |
| # (74) | Mihail Leahu             | or. Dondușeni, r-nul Dondușeni       | 1960          | PAS                  | profesor                        |
| # (75) | Alina Dandara            | mun. Chișinău                        | 1993          | PAS                  | economist                       |
| # (76) | Gheorghe Cojoc           | or. Basarabeasca, r-nul Basarabeasca | 1959          | PAS                  | jurnalist                       |
| # (77) | Mariana Lucrețeanu       | or. Vadul lui Vodă, mun. Chișinău    | 1980          | PAS                  | inginer, relații internaționale |
| # (78) | Valentina Ghețu          | mun. Edineț, r-nul Edineț            | 1953          | PAS                  | agronom                         |
| # (79) | Ion Poia (supleant)      | mun. Ungheni, r-nul Ungheni          | 1984          | PAS                  | contabil                        |
| # (37) | Svetlana Popa (supleant) | mun. Chișinău                        | 1964          | PSRM, BCS            | matematiciană                   |